# Death of a Bachelor
Death of Bachelor – piąty album studyjny amerykańskiego zespołu rockowego Panic! at the Disco, wydany 15 stycznia 2016. Jest kontynuacją czwartej studyjnej płyty zespołu Too Weird To Live, Too Rare To Die! z 2013.

## Lista utworów
1. „Victorious” 2:58
2. „Don't Threaten Me with a Good Time”  3:33
3. „Hallelujah” 3:00
4. „Emperor's New Clothes” 2:38
5. „Death of a Bachelor" 3:23
6. „Crazy=Genius” 3:18
7. „LA Devotee”  3:16
8. „Golden Days” 4:14
9. „The Good, the Bad and the Dirty” 2:51
10. „House of Memories” 3:28
11. „Impossible Year” 3:22